# Nado sincronizado no Campeonato Europeu de Esportes Aquáticos de 2014 - Rotina solo
A prova de rotina solo do nado sincronizado no Campeonato Europeu de Esportes Aquáticos de 2014 foi realizada entre os dias 13 e 17 de agosto em Berlim, na Alemanha. 

## Calendário
| Fase    | Data         | Hora  |
| ------- | ------------ | ----- |
| Técnica | 13 de agosto | 09:00 |
| Livre   | 15 de agosto | 10:00 |
| Final   | 17 de agosto | 10:00 |

Todos os horários estão no horário local (UTC+1)

## Medalhistas
| Ouro                     | Prata               | Bronze               |
| Svetlana Romashina (RUS) | Ona Carbonell (ESP) | Anna Voloshyna (UKR) |

## Resultados
Esses foram os resultados da competição.
| Pos.              | Nadadora             | Nacionalidade | Técnica | Técnica | Livre   | Livre | Preliminar | Preliminar | Final   | Final |
| Pos.              | Nadadora             | Nacionalidade | Pontos  | Pos.    | Pontos  | Pos.  | Pontos     | Pos.       | Pontos  | Pos.  |
| ----------------- | -------------------- | ------------- | ------- | ------- | ------- | ----- | ---------- | ---------- | ------- | ----- |
| Medalha de ouro   | Svetlana Romashina   | Rússia        | 93.8251 | 1       | 95.5000 | 1     | 189.3251   | 1          | 95.8333 | 1     |
| Medalha de prata  | Ona Carbonell        | Espanha       | 91.7774 | 2       | 92.5667 | 2     | 184.3441   | 2          | 93.7000 | 2     |
| Medalha de bronze | Anna Voloshyna       | Ucrânia       | 89.5008 | 3       | 92.0000 | 3     | 181.5008   | 3          | 92.3333 | 3     |
| 4                 | Linda Cerruti        | Itália        | 85.5838 | 4       | 88.9333 | 4     | 174.5171   | 4          | 89.4333 | 4     |
| 5                 | Anastasia Gloushkov  | Israel        | 83.4595 | 6       | 86.6000 | 5     | 170.0595   | 6          | 89.0667 | 5     |
| 6                 | Evangelia Platanioti | Grécia        | 84.5080 | 5       | 85.9000 | 6     | 170.4080   | 5          | 87.8333 | 6     |
| 7                 | Margaux Chretien     | França        | 81.9529 | 7       | 85.4000 | 7     | 167.3529   | 7          | 86.4667 | 7     |
| 8                 | Soňa Bernardová      | Chéquia       | 81.7270 | 9       | 83.4333 | 8     | 165.1603   | 8          | 84.0000 | 8     |
| 9                 | Nadine Brandl        | Áustria       | 81.7303 | 8       | 81.8333 | 9     | 163.5636   | 9          | 82.0000 | 9     |
| 10                | Margot de Graaf      | Países Baixos | 79.9347 | 10      | 80.4000 | 10    | 160.3347   | 10         | 81.6000 | 10    |
| 11                | Kyra Felssner        | Alemanha      | 77.8959 | 11      | 78.2000 | 11    | 156.0959   | 11         | 79.4333 | 11    |
| 12                | Jana Labáthová       | Eslováquia    | 74.4647 | 12      | 77.3333 | 12    | 151.7980   | 12         | 78.6667 | 12    |
| 13                | Kalina Yordanova     | Bulgária      | 73.4854 | 13      | 72.0667 | 15    | 145.5521   | 13         |         |       |
| 14                | Genevieve Randall    | Reino Unido   | 70.7771 | 15      | 74.0667 | 13    | 144.8438   | 14         |         |       |
| 15                | Rebecca Domika       | Croácia       | 70.8678 | 14      | 72.2000 | 14    | 143.0678   | 15         |         |       |